# Повіт Нака (Токусіма)
Пові́т На́ка (яп. 那賀郡, なかぐん, МФА: [naka guɴ]) — повіт у Японії, у префектурі Токушіма. Станом на 1 серпня 2012 року його площа становила 694,86 км². Населення складало 8916 осіб, а густота населення — 12,8 осіб/км². До складу повіту входить містечко Нака.